# 岸本重陳
岸本 重陳（きしもと しげのぶ、1937年3月7日 - 1999年9月18日）は、日本の経済学者。元横浜国立大学教授。専門は経済学。兵庫県豊岡市出身。
日本人の80パーセントが中流意識を持っているという報道がなされた際、これを批判する『中流の幻想』を刊行して話題になった。

## 略歴

### 学歴
- 1960年：横浜国立大学経済学部卒業
- 1965年5月：東京大学大学院社会科学研究科理論経済学・経済史学専門課程博士課程単位取得満期退学

### 職歴
- 1965年6月：東京農工大学工学部助教授（一般教育部所属）
- 1969年4月：横浜国立大学経済学部助教授
- 1978年：横浜国立大学経済学部教授
- 1981年12月：メキシコ国立大学客員教授（1982年7月まで）
- 1992年4月：横浜国立大学経済学部長（1994年3月まで）
- 1994年4月：横浜国立大学大学院国際開発研究科教授兼担
- 1997年4月：横浜国立大学評議員

## 著書

### 単著
- 『経済学の目で見ると』 新評論、1976年
- 『「中流」の幻想』 講談社、1978年、講談社文庫、1985年
- 『貧民ゲームの経済学』 北斗出版、1980年
- 『私の受けた教科書検定 「官許の思想」を強制するもの』東研出版、1981年
- 『経済のしくみ100話』岩波ジュニア新書、1988年
- 『市民生活と自治体責任　シリーズ自治体を創る（11）』学陽書房、1989年
- 『社会・未来・わたしたち13　お金と人間のくらし-経済のしくみ-』岩崎書店、1989年、年少者向け
- 『豊かさにとって農業とはなにか』家の光協会、1989年
- 『「平成」状況とは何か－1990年代を生きる』はる書房、1990年
- 『新聞の読みかた』岩波ジュニア新書、1992年、改版2012年
- 『金融ビッグバン－どうなる日本経済どうする中流市民』岩波ブックレット、1998年

### 共編著
- 『いま日本経済が面白い　金満国ニッポンのトポロジー』小沢雅子共編著（有斐閣新書、1989年）
- ジョン・ケネス・ガルブレイス共著・訳『実際性の時代』（小学館、1991年）
- 『最新経済』和田八束、藤田光三、古宇田謙、金子茂夫共著（一橋出版、1996年）

### 訳書
- A.H.マラフェーエフ『ソ連邦価格形成史 1917-1963年』竹内書店 1968年
- モーリス・ドッブ『価値と分配の理論』新評論、1976年
- P.スウィージー、H.マグドフ『アメリカ資本主義の動態』 岩波書店、1978年
- ポール.マーラー.スウィージー『資本主義の世界的危機』TBSブリタニカ、1980年
- レスター・C・サロー『ゼロ・サム社会』TBSブリタニカ、1981年